# Себедін-Бечов
Себедін-Бечов (словац. Sebedín-Bečov) — село в Банськобистрицькому окрузі Банськобистрицького краю Словаччини. Перша письмова згадка про село датується 1406 роком.

## Населення
| Рік:            | 1994. | 2004.    | 2014.   | 2024.   |
| --------------- | ----- | -------- | ------- | ------- |
| Кількість осіб: | 324   | 397      | 369     | 360     |
| Різниця:        |       | +22,53 % | -7,05 % | -2,43 % |

| Рік:            | 2023. | 2024.   |
| --------------- | ----- | ------- |
| Кількість осіб: | 354   | 360     |
| Різниця:        |       | +1,69 % |

Етнічний склад населення станом на 2001 рік: словаки — 96,5 %, чехи — 0,29 %, цигани — 2,92 %.
Станом на 31 грудня 2010 року в селі проживало 388 осіб, з них 189 чоловіків та 199 жінок.